# Probles nigriventris
Probles nigriventris là một loài tò vò trong họ Ichneumonidae.